# Denison Olmsted
Denison Olmsted, né le 18 juin 1791 à East Hartford, Connecticut, et mort le 13 mai 1859 à New Haven, Connecticut est un physicien, géologue et astronome américain qui a été l'un des fondateurs de la science des météoroïdes.
Il est le père de Francis Olmsted (en).

## Biographie
Olmsted  est diplômé de l'université Yale, où il est professeur assistant de 1815 à 1817. À cette date il est nommé à la chaire de chimie, de minéralogie et de géologie de l'université de Caroline du Nord à Chapel Hill,,.
Une ruée vers l'or en Caroline du Nord incite l'assemblée législative de l'État à financer la première étude géologique jamais entreprise aux États-Unis. Olmsted parcours l'état à cheval pour collecter des minéraux et des fossiles et publie une carte géologique.
En 1825, il devient professeur de mathématiques et de philosophie naturelle à Yale. Il publie une théorie de la formation des grêlons en 1830 qui, au terme de nombreuses discussions, reçoit l'approbation des physiciens.
La pluie de Léonides de novembre 1833 attire son attention. Son étude lui permet de démontrer leur origine cosmique,. Olmsted et son associé Elias Loomis sont en 1835 les premiers chercheurs américains à observer la comète de Halley.
En 1836, sa chaire à Yale est divisée, et il conserve celle de philosophie naturelle le département de mathématiques étant attribué à Anthony D. Stanley.
Pendant plusieurs années il mène une série d'observations d'aurores boréales.
Olmsted possédait un talent considérable en mécanique, qu'il utilisait pour promouvoir et perfectionner les inventions des autres. Cependant, s'il inventait lui-même fréquemment des objets comme le poêle Olmsted, il protégeait rarement ses droits par des brevets. Olmsted semble avoir été le premier à utiliser le mot radiateur pour désigner un appareil de chauffage dans un brevet de 1834 où il écrit qu'il s'agit d'« un appareil particulier, que j'appelle un radiateur ».

## Publications
Olmsted a écrit des manuels sur la philosophie naturelle et l’astronomie.
Cependant, il est surtout connu du monde scientifique pour ses observations sur la grêle (1830), les météores et les aurores polaires.
Autres publications :
- Student's Commonplace Books (New Haven, 1828)
- Introduction to Natural Philosophy (2 vols., New York, 1831)
- Compendium of Natural Philosophy (1832)
- Observations on the Meteors of November 13th, 1833 (1834)[6]
- Introduction to Astronomy (1839)
- Compendium of Astronomy (1841)
- Letters on Astronomy, Addressed to a Lady (1841)
- Life and Writings of Ebenezer Porter Mason (New York, 1842)
- Rudiments of Natural Philosophy and Astronomy (Cincinnati, 1844)